# Mardy Collins
Mardy Collins (Philadelphia, Pennsylvania, 4. kolovoza 1984.) američki je profesionalni košarkaš. Igra na poziciji razigravača, a može igrati i bek šutera. Trenutačno je član NBA momčadi Los Angeles Clippersa. Izabran je u 1. krugu (29. ukupno) NBA drafta 2006. od strane New York Knicksa.

## Srednja škola i sveučilište
Pohađao je srednju školu Simon Gratz High School te se nakon srednje škole odlučio na pohađanje sveučilišta Temple. U sezoni 2005./06. Collins je prosječno postizao 16.9 poena, 4.7 skokova i 4 asistencije te je zadivio brojne skaute svojom odličnom igrom u obrani. Nakon sveučilišta prijavio se na NBA draft.

## NBA karijera

### New York Knicks
Izabran je kao 29. izbor NBA drafta 2006. od strane New York Knicksa. U svojoj rookie sezoni, nastupio je u 52 utakmice te je prosječno postizao 4.5 poena, 2 skoka i 1.6 asistencija po utakmici. Međutim u posljednjih deset utakmica sezone, Collins je dobio veću minutažu koju je okrunio sjajnim igrama i prosjekom od 14.7 poena, 6.3 skokova, 5.8 asistencija i 1.8 ukradenih lopti po utakmici. 16. prosinca 2006., tijekom utakmice s Denver Nuggetsima, Collins je počinio teški prekršaj nad J. R. Smithom te je time pokrenuo masovnu tučnjavu gdje su kasnije čak desetorica igrača bila isključena iz igre. Nakon utakmice povjerenik NBA lige objavio je suspenzije, u koje je bio uključen i Collins. Zbog svog prekršaja i daljnje tučnjave suspendiran je na šest utakmica neigranja. 7. travnja 2007. Collins je u utakmici s Milwaukee Bucksima odigrao rekordnih 51 minutu te je postigao 19 poena, 12 skokova, 8 asistencija i 5 ukradenih lopti.

### Los Angeles Clippers
21. studenog 2008. Collins je mijenjan u Los Angeles Clipperse zajedno sa Zachom Randolphom u zamjenu za Tima Thomasa i Cuttina Mobleya.

## NBA statistika

### Regularni dio
| Godina    | Klub          | Odig. uta. | Uta. poč. | Min. | 2P%  | 3P%  | Sl. bac.% | Skok. | Asist. | Ukr. lop. | Blok. | Poena |
| --------- | ------------- | ---------- | --------- | ---- | ---- | ---- | --------- | ----- | ------ | --------- | ----- | ----- |
| 2006./07. | New York      | 52         | 9         | 14.9 | .382 | .277 | .585      | 2.0   | 1.6    | .6        | .1    | 4.5   |
| 2007./08. | New York      | 46         | 8         | 13.8 | .326 | .250 | .605      | 1.6   | 1.9    | .5        | .2    | 3.2   |
| 2008./09. | New York      | 9          | 0         | 8.3  | .348 | .000 | .444      | .9    | 1.1    | .2        | .0    | 2.2   |
| 2008./09. | L.A. Clippers | 39         | 14        | 20.9 | .433 | .464 | .649      | 2.5   | 2.6    | .7        | .3    | 5.9   |
| Ukupno    |               | 146        | 31        | 15.8 | .383 | .309 | .596      | 2.0   | 1.9    | .6        | .1    | 4.3   |

## Vanjske poveznice
- Profil na NBA.com
- Profil  Arhivirana inačica izvorne stranice od 19. ožujka 2014. (Wayback Machine) na Basketball-Reference.com